# طعنه‌آمیز و تعصب
طعنه‌آمیز و تعصب (به انگلیسی: Snide and Prejudice) فیلمی محصول سال ۱۹۹۷ و به کارگردانی فیلیپ مورا است. در این فیلم بازیگرانی همچون انگوس مک‌فادین، رنی اوبرژنوا، سم باتمز، جفری کمبس، کلودیا کریستیان، مینا سوواری، بریون جیمز، جوزف باتمز، ریچارد ادسون، ریچارد مول و میک فلیتوود ایفای نقش کرده‌اند.